# اگنس بالدوین وب
اگنس بالدوین وب (انگلیسی: Agnes Baldwin Webb; ۲۴ مارس ۱۹۲۶ – ۷ ژوئن ۲۰۰۱) بازیکن بسکتبال اهل ایالات متحده آمریکا بود.
وی در مسابقات کشوری و بین‌المللی در مجموع برندهٔ ۱ مدال طلا شده‌است.